# جدایی نادر از سیمین
جدایی نادر از سیمین فیلمی ایرانی در ژانر درام محصول سال ۱۳۸۹ است. این فیلم برندهٔ اسکار بهترین فیلم غیرانگلیسی زبان ۲۰۱۲ گردید. کارگردانی، نویسندگی و تهیه‌کنندگی این فیلم را اصغر فرهادی برعهده داشته است. جدایی نادر از سیمین که در سطح بین‌المللی بیشتر با نام  جدایی (A Separation) شناخته می‌شود، پنجمین اثر سینمایی اصغر فرهادی است و در دوره‌ای از زمان اکران خود با فروش نزدیک به ۲۰ میلیون دلار، در صدر پرفروش ترین‌ها در نمایش جهانی قرار داشت. این فیلم توسط نشریه گاردین در فهرست ۱۰۰ فیلم برتر سینمای جهان که از سال ۲۰۰۰ میلادی تاکنون ساخته شده، جای گرفته است. از بازیگران اصلی آن می‌توان پیمان معادی، لیلا حاتمی، شهاب حسینی، ساره بیات و مریلا زارعی را نام برد.
این فیلم مجموعاً بیش از ۵۲ جایزهٔ جهانی را از آنِ خود کرده است، جوایز معتبر بین‌المللی همچون جایزهٔ اسکار بهترین فیلم غیرانگلیسی زبان، گلدن گلوب بهترین فیلم غیر انگلیسی زبان، جایزهٔ هیئت داوران و جایزه خرس طلایی از جشنواره فیلم برلین و جایزه ایندیپندنت اسپیریت بهترین فیلم خارجی زبان، جایزه جوایز بودیل بهترین فیلم خارجی زبان و جایزه سزار بهترین فیلم خارجی زبان از جمله جوایز مهم جدایی نادر از سیمین است. همچنین در داخل نیز چندین جایزه از بیست و نهمین جشنواره فیلم فجر دریافت کرد. اقبال مثبت منتقدان به جدایی نادر از سیمین تا جایی است که برخی آن را جزو ۱۰ فیلم برتر سال ۲۰۱۱ خوانده‌اند؛ گاردین این فیلم را یکی از برترین فیلم‌های اخیر سینما نامید. جدایی نادر از سیمین جزو ۲۵۰ فیلم تمام دوران‌ها در وبگاه آی‌ام‌دی‌بی (IMDb) قرار گرفت و از سوی منتقدان سخت گیر وبگاه متاکریتیک جزو ۱۰۰ فیلم برتر قرن ۲۱ انتخاب شد، گفتنی است این فیلم در لیست صد فیلم محبوب سینما به انتخاب هالیوود ریپورتر رتبه ۳۷ را داراست.
فرهادی دربارهٔ ایدهٔ ایجاد فیلم می‌گوید: 
من یک تصویری در ذهن خود داشتم که بعدها متوجه شدم از ماجرایی شکل گرفته که زمانی برادرم برایم تعریف کرده‌بود؛ مرد میان‌سالی که پدر پیر و مبتلا به آلزایمر خود را تنهایی حمام می‌کند. این تصویر مانند دکمه‌ای بود که من را وادار کرد برایش کت بدوزم!
فرهادی پس از دریافت جایزه اسکار بهترین فیلم غیر انگلیسی زبان بر روی استیج سالن تئاتر دالبی در پیامی گفت: 
سلام به مردم خوب سرزمینم. مردمان ایرانی‌تباری زیادی در سراسر جهان در حال تماشای این لحظه‌اند و تصور می‌کنم که خوشحالند. نه فقط به خاطر یک جایزه مهم، یک فیلم یا یک فیلمساز. آن‌ها خوشحال‌اند چون در روزهایی که میان سیاستمداران حرف از جنگ، تهدید، و خشونت تبادل می‌شود، نام کشورشان ایران از دریچه باشکوه فرهنگ به زبان می‌آید. فرهنگی غنی و کهن که زیر غبار سیاست پنهان مانده است.

## داستان
نادر، سیمین و دختر ده‌ساله‌شان ترمه، خانواده‌ای مرفه از طبقه متوسط تهران هستند که در یک آپارتمان زندگی می‌کنند. سیمین آرزو دارد خانواده را به خارج از ایران ببرد و ویزاهای لازم را هم آماده کرده، اما نادر می‌خواهد در تهران بماند تا از پدر پیر و بیمار خود که به آلزایمر مبتلاست مراقبت کند. به همین دلیل سیمین درخواست طلاق می‌دهد، ولی دادگاه به دلیل دلایل نامناسب، درخواستش را رد می‌کند. سیمین به خانه پدر و مادرش بازمی‌گردد و ترمه نزد نادر می‌ماند.
نادر برای مراقبت از پدرش در طول روز، زنی مذهبی به نام راضیه را استخدام می‌کند که از محله‌ای دورافتاده و فقیر می‌آید. راضیه هر روز همراه دختر کوچک خود، سمیه، به خانه نادر می‌آید. اما به‌زودی متوجه می‌شود که مراقبت از پدر نادر کار دشواری است، به‌خصوص که او دیگر قادر به کنترل ادرار خود نیست. یک روز، وقتی راضیه و سمیه مشغول‌اند، پدر نادر از خانه بیرون می‌رود و در خیابان سرگردان می‌شود. راضیه سریعاً به دنبال او می‌رود و از میان ترافیک عبور می‌کند تا او را پیدا کند.
روز بعد، نادر و ترمه زودتر به خانه می‌آیند و پدر نادر را بی‌هوش و به تخت بسته شده در اتاق می‌یابند. راضیه و سمیه در خانه نیستند. وقتی بازمی‌گردند، راضیه می‌گوید به خاطر امور فوری مجبور شده بوده برود. نادر او را به بی‌توجهی در مراقبت از پدر و دزدی مقداری پول متهم می‌کند که در واقع سیمین برای هزینه‌های حمل‌ونقل خرج کرده بود. وقتی راضیه حاضر به ترک خانه بدون گرفتن دستمزدش نیست، نادر او را هل می‌دهد و او ظاهراً از پله‌ها سقوط می‌کند. بعدها معلوم می‌شود راضیه سقط جنین کرده است.
اگر ثابت شود نادر از بارداری راضیه خبر داشته و باعث سقط او شده، ممکن است به قتل متهم شود. پرونده در دادگاه کیفری بالا می‌گیرد و اتهامات متقابل بین نادر، سیمین و ترمه از یک سو و راضیه و شوهرش حجت از سوی دیگر مطرح می‌شود. حجت مردی عصبی و ناامید است که شغل کفاشی خود را از دست داده و تحت فشار طلبکاران است و بارها قصد حمله به نادر را داشته است.
راضیه می‌گوید نادر از بارداری او مطلع بود چون صدای گفت‌وگویی بین او و معلم خصوصی ترمه را شنیده بود که دکتری را به او معرفی می‌کرد. نادر این ادعا را رد می‌کند و معلم شهادت به نفع او می‌دهد. اما ترمه دلایلی پیدا می‌کند که این شهادت صحیح نیست و سرانجام نادر به ترمه اعتراف می‌کند که به خاطر محافظت از خودش و پدرش دروغ گفته است؛ او نمی‌تواند به زندان برود. معلم نیز شهادتش را پس می‌گیرد. ترمه برای حفظ امنیت پدرش به قاضی می‌گوید که نادر تا قبل از اینکه خودش به او بگوید، از بارداری راضیه خبر نداشته است.
نادر ادعا می‌کند وقتی راضیه را هل داده، او امکان سقوط از پله‌ها را نداشته چون نرده مانع شده بود. راضیه به سیمین می‌گوید که روز قبل از آن حادثه، وقتی به دنبال پدر نادر رفته بود، توسط یک خودرو تصادف کرده و دچار درد شده بود و به دکتر مراجعه کرده بود.
حجت مردی خشونت‌طلب است و سیمین نگران امنیت ترمه است. او نادر را ترغیب می‌کند مبلغی به حجت بدهد، اما نادر ابتدا از راضیه می‌خواهد که قسم بخورد او باعث سقط جنین نشده، که راضیه نمی‌تواند این کار را انجام دهد. حجت نتوانسته او را مجبور کند و در نهایت در خشم، خود را مجروح می‌کند.
در نهایت، دادگاه خانواده طلاق نادر و سیمین را صادر می‌کند. فیلم با صحنه‌ای تمام می‌شود که هر دو والد بیرون دادگاه منتظرند و ترمه به قاضی می‌گوید ترجیح می‌دهد با کدام یک از آنها زندگی کند.

## بازیگران
| بازیگر           | نقش           | شخصیت                   |
| ---------------- | ------------- | ----------------------- |
| لیلا حاتمی       | سیمین رفیعی   | اصلی                    |
| پیمان معادی      | نادر لواسانی  | اصلی                    |
| شهاب حسینی       | حجت صمدی      | همسر راضیه              |
| ساره بیات        | راضیه اسنقی   | مراقب پدر نادر          |
| مریلا زارعی      | قهرایی        | معلم ترمه               |
| سارینا فرهادی    | ترمه لواسانی  | دختر نادر               |
| بابک کریمی       | قاضی          | بازپرس                  |
| حمید جانانه      |               | سرباز بازپرسی           |
| علی‌اصغر شهبازی   | مرتضی لواسانی | پدر نادر و پدربزرگ ترمه |
| کیمیا حسینی      | سمیه صمدی     | دختر راضیه              |
| شیرین یزدان‌بخش   | کتایون        | مادر سیمین              |
| سهی بانو ذوالقدر | اعظم صمدی     | خواهر حجت               |

## نمایش
این فیلم علاوه بر ایران در سینماهای کشورهای فرانسه، تایلند، آلمان، مجارستان، سوئد، سوئیس، بلژیک، هلند، برزیل، بریتانیا، ترکیه، و کانادا نیز اکران شده است. سونی پیکچرز کمپانی بزرگ پخش فیلم در آمریکا نیز، امتیاز پخش جدایی نادر از سیمین را خرید.

## میزان فروش
جدایی نادر از سیمین تنها در ۱۵ روز نخست اکران خود توانست فروشی معادل ۱ میلیارد و ۲۵۰ میلیون تومان، تنها با در اختیار داشتن ۲۴ سینما در تهران داشته باشد. همچنین این فیلم رکورد بیشترین فروش روزانهٔ یک فیلم غیر کمدی در سینمای ایران را شکست و به فروش ۷۵ میلیون تومانی با اکران در ۲۴ سالن سینما دست یافت؛ این رکورد بعداً توسط فیلم من مادر هستم جابه‌جا شد.
این فیلم با فروش ۳ میلیارد و ۲۰۰ میلیون تومان در ایران، سومین فیلم پرفروش سال ۱۳۹۰ پس از فیلم‌های اخراجی‌ها ۳ و ورود آقایان ممنوع بود.
فروش جهانی جدایی نادر از سیمین تا اولین ماه سال ۱۳۹۱ (با احتساب فروش داخلی) ۱۹٫۳ میلیون دلار است.
جدایی نادر از سیمین پس از کسب جایزهٔ اسکار با افزایش فروش در آمریکا مواجه گشت به‌طوری که شرکت سونی پیکچرز که مسئولیت توزیع و پخش آن را برعهده داشت تعداد سالن‌های نمایش این فیلم را از ۱۶۰ به ۲۴۳ سالن افزایش داد. همچنین اعلام شد فروش این فیلم در هفته پس از دریافت جایزهٔ اسکار نسبت به هفته قبل آن از رشد ۱۷۳ درصدی برخوردار بوده که این همین امر باعث گشت جدایی نادر از سیمین تا آن تاریخ بهترین عملکرد فروش در میان فیلم‌های برنده جایزه اسکار در آمریکا را به نام خود به ثبت برساند.

## بازخورد
فیلم جدایی نادر از سیمین نقدهای مثبتی از منتقدان سینمای جهان دریافت کرد. راتن تومیتوز گزارش کرد که ۹۹٪ منتقدان نسبت به فیلم نظر مثبتی داشته‌اند که این درصد از روی ۱۵۲ نقد به‌دست آمده که در مجموع نمره ۸٫۹/۱۰ را نصیب فیلم می‌کند. جمع‌بندی منتقدان راتن تومیتوز می‌گوید: «جدایی یک درام پیچیده است. فیلمی پر از تعلیق که عناصر آن با هم همخوانی دارند.» فیلم در سایت متاکریتیک نیز امتیاز ۹۵/۱۰۰ را دریافت کرد که این میانگین از روی ۴۱ نقد به‌دست آمده که به معنای «تحسین جهانی» است. متاکریتیک جدایی نادر از سیمین را بهترین فیلم سال ۲۰۱۱ معرفی کرد.

### تحلیل‌ها و نظرها
- جیک جیلنهال بازیگر مطرح هالیوود: در جشنواره بین‌المللی فیلم دوبی در گفتگویی اعلام کرد: «عاشق فیلم جدایی نادر از سیمین اصغر فرهادی است.»
- راجر ایبرت منتقد مطرح سینما، فیلم جدایی نادر از سیمین را بهترین فیلم سال ۲۰۱۱ دانست.[۲۷]
- این فیلم در نظرسنجی منتقدان و نویسندگان ماهنامه سینمایی فیلم به عنوان یکی از بهترین فیلم‌های تاریخ سینمای ایران انتخاب شده است. پیش از این که این فیلم اولین جایزه اسکار تاریخ ایران را دریافت کند، مسعود مهرابی گفته بود: جدایی نادر از سیمین بر بام سینمای ایران؛ که در آن زمان با مخالفت‌های زیادی در شبکه‌های اجتماعی و حتی منتقدان سینما روبرو شده بود![۲۸]
- نیک جیمز سردبیر سایت اند ساوند در مورد فیلم گفت: به نظر من این فیلم در بین فیلم‌های سال گذشته، هیچکاکیترین فیلم‌نامه را دارد. فیلمنامه‌ای که بیننده را دائماً گول‌می‌زند و بعد غافلگیر می‌کند و مدام مسائل اخلاقی پیچیده‌ای را مطرح می‌کند؛ به‌طوری‌که شما هیچ‌وقت نمی‌فهمید مقصر چه کسی بوده است.[۲۹]
- دیلی تلگراف در مورد این فیلم نوشت: فیلم جدایی نادر از سیمین، نمایش ماهرانه و تصویر گیرای ایران امروز است. در هر صحنهٔ فیلم پیچ‌وتاب بر سر جزئیات سرنوشت‌ساز داستان و معماهای اخلاقی آن را تجربه می‌کنیم و حتی برای لحظه‌ای مجال آن را نداریم که خودمان را در کنار تنها یکی از چهره‌های فیلم قرار دهیم و صرفاً از او حمایت کنیم. در هر صحنهٔ مهیج فیلم گسل‌های طبقاتی و جنسیتی و مذهبی زبردستانه برجسته شده است.
- گاردین این فیلم را به عنوان یک درام پیچیده، دردناک و جذاب معرفی کرد و این فیلم را را جزو برترین فیلم‌های نیم‌قرن اخیر معرفی نمود.[۳۰]
- آلیسا سیمون در مجله ورایتی نوشت: این فیلم دارای تنش و روایت پیچیده است و در حال حاضر جزو برترین فیلم‌ها با طرح اجتماعی به حساب می‌آید.
- اسکرین اینترنشنال نوشت: ساخت این فیلم باعث شد تا بتوان بیشتر به مسائل داخلی خانواده رسیدگی کرد.
- روزنامه اسکاتمن دربارهٔ فیلم جدایی نادر از سیمین نوشت: این فیلم متفاوت از فیلم‌های هالیوودی، سراسر اخلاقیات است و ارزش دیدن دارد.[۳۱]

### لیست تاپ تن
جدایی نادر از سیمین در لیست ده فیلم برتر منتقدان زیادی در سال ۲۰۱۱ قرار گرفت. برخی از قابل توجه‌ترین آن‌ها به شرح زیر است:
| - اول: راجر ایبرت، شیکاگو سان-تایمز - اول: جو مورگنسترن، وال‌استریت جورنال - اول: پیتر رینر، کریستین ساینس مانیتور - اول: مایک دِآنجلو، فریلانس - اول: ناتانیل راجرز، فیلم اکسپرینس - اول: کریستی پوچکو، فیلم استیج - اول: ای.ای. داود، تایم اوت شیکاگو - دوم: آلیسون ویلمور، ای. وی. کلاب - دوم: آندره گرون وال، شیکاگو ریدر - دوم: الیور لیتلتون، پلی لیست - دوم: چاک بوون، مجله اسلنت - دوم: دیوید فیر، تایم اوت نیویورک | - دوم: پیتر مارتین، تویتچ - دوم: تام هال، جشنواره فیلم ساراسوتا - دوم: مارجوری بامگارتن، آستین کرونیکل - دوم: نوئل موری، ای. وی. کلاب - سوم: اسکات توبیاس، ای. وی. کلاب - سوم: پیتر بردشاو، گاردین - سوم: رنه رودریگز، میامی هرالد - سوم: دیو مک کوی، ام‌اس‌ان - سوم: نیک شیجر، مجله اسلنت - سوم: پیتر هاول، تورنتو استار - چهارم: ری گرین، مجله باکس آفیس - چهارم: اوون گلایبرمن، انترتینمنت ویکلی |

### ده فیلم برتر قرن
بی‌بی‌سی با نظرسنجی از ۱۷۷ منتقد فیلم در سراسر جهان فهرست ۱۰۰ فیلم برتر از سال ۲۰۰۰ میلادی به این سو را منتشر کرد.
فیلم جدایی نادر از سیمین به کارگردانی اصغر فرهادی بالاتر از فیلم‌های جایی برای پیرمردها نیست، زودیاک و درون لوین دیویس در رتبه نهم ۱۰ فیلم برتر قرن بیست و یکم ایستاده است.

### نظرسنجی نشریهسایت اند ساوند
در سال ۲۰۲۲ فیلم جدایی در لیست بهترین فیلم‌های تاریخ سینما از نظر کارگردان‌ها در جایگاه هفتاد و دوم قرار گرفت.

## دست‌آورد

### برنده شدن در گلدن گلوب ۲۰۱۲
فیلم جدایی نادر از سیمین در ۱۵ ژانویه ۲۰۱۲، جایزه «بهترین فیلم غیرانگلیسی زبان» را از شصت و نهمین مراسم گلدن گلوب دریافت کرد و به اولین فیلم ایرانی‌ای تبدیل شد که این جایزه را دریافت می‌کند. جوایز گلدن گلوب توسط انجمن مطبوعات خارجی هالیوود اعطاء می‌شود. گلدن گلوب پس از اسکار مهم‌ترین جایزه سینمایی در آمریکاست. این موفقیت موجی از شادی در ایران به راه انداخت.
اصغر فرهادی به همراه پیمان معادی روی صحنه حاضر شد و جایزه خود را از دست مدونا، خواننده معروف پاپ و کارگردان سینمایی، دریافت کرد و گفت: «وقتی بر روی صحنه می‌آمدم داشتم فکر می‌کردم که چه باید بگویم؟ آیا باید چیزی از مادرم یا پدرم بگویم، از همسر مهربانم، فرزندانم، دوستان خوبم یا از گروه فیلم‌برداری عالی و دوست داشتنی‌ام؟ اما حالا ترجیح می‌دهم از مردمم بگویم. فکر می‌کنم آن‌ها حقیقتاً مردمی صلح دوست هستند… بسیار متشکرم.»
فیلم آمریکایی و بوسنیایی زبان در سرزمین خون و عسل به کارگردانی آنجلینا جولی، گل‌های جنگ ژانگ ییمو از چین، پسری با دوچرخه ساخته برادران داردن از بلژیک و فیلم اسپانیایی پوستی که در آن زندگی می‌کنم به کارگردانی پدرو آلمودوار رقبای جدایی نادر از سیمین در بخش بهترین فیلم خارجی‌زبان بودند.

### برنده شدن اسکار ۲۰۱۲
جدایی نادر از سیمین از طرف هیئت انتخاب فیلم ایران، برای شرکت در بخش بهترین فیلم خارجی‌زبان برای هشتاد و چهارمین دوره جایزه اسکار معرفی شد و در ۲۴ ژانویه ۲۰۱۲ برای اولین بار در تاریخ سینمای ایران این فیلم توانست در دو بخش اصلی فیلم‌نامه تألیفی (غیراقتباسی) و فیلم خارجی برای اسکار نامزد شود. نخستین نامزد ایران برای دریافت این جایزه فیلم سینمایی بچه‌های آسمان به کارگردانی مجید مجیدی بود که در جوایز اسکار ۱۹۹۹، برای دریافت جایزه اسکار فیلم خارجی نامزد شده بود. نامزد شدن یک فیلم غیر انگلیسی زبان برای دریافت جایزه بهترین فیلم‌نامه غیراقتباسی به‌ندرت اتفاق می‌افتد.
داریوش مهرجویی در پی نامزدی جدایی نادر از سیمین در اسکار گفت: «به اصغر فرهادی عزیز تبریک می‌گویم و امیدوارم همان‌طور که طلسم جایزهٔ نوبل شکسته شد، این بار طلسم جایزهٔ اسکار توسط تو شکسته شود.»
فیلم جدایی نادر از سیمین در ۲۷ فوریه ۲۰۱۲ پس از اعلام نامش توسط ساندرا بولاک جایزه «بهترین فیلم خارجی» را از هشتاد و چهارمین مراسم اسکار گرفت و به اولین فیلم ایرانی‌ای تبدیل شد که این جایزه را دریافت کرد.
فرهادی در سخنرانی هنگام دریافت جایزه گفت:
در این لحظه ایرانیان بسیاری در سرتاسر جهان در حال تماشای ما هستند و من می‌توانم تصور کنم که بسیار خوشحالند. آن‌ها خوشحالند نه فقط به خاطر یک جایزهٔ مهم یا یک فیلم یا یک فیلمساز؛ بلکه به این خاطر که در زمانی که سخن از جنگ، تهدید و خشونت میان سیاستمداران در تبادل است نام کشورشان ایران از دریچهٔ باشکوه فرهنگش به زبان می‌آید. فرهنگی غنی و کهن که زیر غبار سنگین سیاست پنهان مانده. من با افتخار این جایزه را به مردم سرزمینم تقدیم می‌کنم. مردمی که به همهٔ فرهنگ‌ها و تمدن‌ها احترام می‌گذارند و از دشمنی کردن و کینه ورزیدن بیزارند.

## بازتاب‌ها
موفقیت این فیلم باعث خوشحالی ایرانیان سراسر کشور و جهان شد؛ اگرچه نقدهای مخالفی نیز در داخل ایران از جناح‌های تندرو بر آن وارد شد.
هر چند در بسیاری از رسانه‌های دیداری و شنیداری صحبت‌های اصغر فرهادی در هنگام دریافت جایزهٔ انعکاس یافته اما خبرگزاری فارس ضمن اعلام اینکه فرهادی در هنگام دریافت جایزه دخترش را در آغوش کشیده، سخنان وی را این‌گونه منتشر کرد: «این جایزه را در حالی دریافت می‌کنم که همه جا در میان سیاستمداران صحبت از جنگ، خشونت و نامهربانی است، ایران با آن فرهنگ درخشان، غنی و کهن خود که در زیر گرد و غبار سنگین سیاست مدفون شده، با شما حرف می‌زند.»
من با افتخار و غرور این جایزه را به مردم سرزمینم تقدیم می‌کنم. مردمی که علی‌رغم تمام دشمنی‌ها و تنش‌هایی که طی ماه‌های اخیر بر سر برنامه هسته‌ای ایران میان غرب و ایران به وجود آمده، برای تمام فرهنگ‌ها و تمدن‌ها ارزش قائلند.
اما سپس خبر منتشره خود را تغییر داد و قسمت مرتبط با برنامه هسته‌ای را حذف کرد.
محمد خاتمی از جمله مهم‌ترین شخصیت‌های سیاسی ایران بود که ضمن تبریک این موضوع اظهار داشت: «هنر به‌طور عام و سینما به‌طور خاص از مهم‌ترین ابزارهایی است که می‌تواند در جهان ناامن، جنگ‌زده و پر از تبعیض و ناروایی و خودکامگی، موجب نزدیکی دلها و چیرگی انسانیت و محبت بر خشونت شود و گفتگوی فرهنگ‌ها و تمدن‌ها را به جای تنش و درگیری بنشاند.»
اصغر فرهادی در مصاحبه‌ای که با رویترز انجام داده از اهمیت فراوان خوشحالی مردم ایران برای خودش سخن به میان آورده و به سؤال رویترز در رابطه با پیام فیلمش برای ایران و ایالات متحده آمریکا، این گونه پاسخ گفته است:
این فیلم برای مردم است نه برای اهالی سیاست.
وودی آلن که در بخش بهترین فیلمنامهٔ اورجینال، با فیلم نیمه‌شب در پاریس برنده شده بود، در مراسم اسکار حاضر نشد. تام برنارد مدیر پخش این فیلم در کمپانی سونی پیکچرز در توضیح عدم حضور وودی آلن گفت:
مقداری تلاش کردم تا او را راضی به حضور در مراسم نمایم اما آلن گفت بهترین فیلم سال، جدایی نادر از سیمین است و باقی مسائل دربارهٔ جوایز هستند.

### واکنش وزارت ارشاد
وزارت ارشاد در عین حال که پیشتر در جشنواره فیلم فجر از فیلم تقدیر کرد، پس از سیاسی شدن فیلم مانع برگزاری مراسم تقدیر (دوشنبه ۲۲ اسفند) از اصغر فرهادی از سوی اعضای کانون کارگردانان سینمای ایران و شورای عالی تهیه‌کنندگان سینمای ایران شد. شورای عالی تهیه‌کنندگان سینمای ایران در بیانیه‌ای نسبت به لغو مجوز برگزاری این مراسم از سوی «متولیان فرهنگی» کشور واکنش نشان داده و ابراز تاسف کرد. در این بیانیه خطاب به آقای فرهادی آمده است: «بنابود فقط بگوییم خسته نباشید. دست مریزاد. متولیان فرهنگی نگذاشتند، نشد، متاسفیم، افسوس.»

### بین‌المللی
موفقیت پی در پی جدایی نادر از سیمین مورد توجه بازیگران و هنرمندان مطرح جهان نیز قرار گرفت. در حلقه منتقدان فیلم نیویورک، اصغر فرهادی برای جدایی نادر از سیمین جایزه بهترین فیلم خارجی‌زبان را دریافت کرد. آنجلینا جولی و برد پیت نخستین افرادی بودند که بعد از پایین آمدن فرهادی از روی سن به او تبریک گفتند. در ادامه رابرت دنیرو یکی از اسطوره‌های سینمای آمریکا نیز دریافت جایزه را به او تبریک گفت.
- مریل استریپ، بازیگر باسابقه آمریکایی، فیلم جدایی نادر از سیمین را فراتر از همه ابزارهایی دانست که می‌توانند کشورها را به هم نزدیک یا از هم دور کنند. وی در انتها به اصغر فرهادی تبریک گفت.[۵۳]
- نیکولا سارکوزی دو ساعت بعد از پایان مراسم اسکار، نخستین سیاستمدار غربی به اصغر فرهادی برای گرفتن جایزه اسکار به خاطر فیلم جدایی نادر از سیمین تبریک گفت. نیکلا سارکوزی رئیس‌جمهور فرانسه، در مصاحبه با برنامه صبحگاهی رادیو آر تی ال ساعت هفت و نیم صبح به وقت فرانسه گفت: در مراسم اسکار امسال فیلمی بود که نباید از آن غافل شوی می ادامه داد: «یک جدایی فیلمی تکان‌دهنده و فراموش‌نشدنی بود.»[۵۴]
- دولت آمریکا نیز رسماً برای جایزه گلدن گلوب به اصغر فرهادی تبریک گفت. ویکتوریا نولند، سخنگوی وزارت خارجه ایالات متحده، گفت: «ما می‌خواهیم رسماً به اصغر فرهادی، کارگردان ایرانی، تبریک بگوییم… ما موفقیت او را تحسین می‌کنیم… موفقیت او سندی است بر غنا و انعطاف‌پذیری فرهنگ ایرانی.»[۵۵][۵۶]

### واکنش‌های داخل ایران

#### موافقان
در حالی که موفقیت این فیلم موجی از شادی در جامعه ایرانیان به راه انداخت اما صدا و سیما تنها در ساعات کم‌بینده و بسیار کوتاه به آن اشاره کرد. این فیلم واکنش‌های مختلفی از سوی جامعه هنرمندان،
سیاستمداران و شخصیت‌های جامعه ورزش را نیز دربرداشت.
- محمد خاتمی رئیس‌جمهور سابق ایران نیز با درج پیامی در وب‌سایت شخصی خود کسب جوایز بین‌المللی این فیلم را به اصغر فرهادی کارگردان این فیلم تبریک گفت.[۶۱]
- جواد شمقدری معاون امور سینمایی وزیر فرهنگ و ارشاد اسلامی تنها مقام رسمی دولتی بود که فیلم را تحسین نمود[۶۲] و موفقیت اصغر فرهادی را در جوایز گلدن گلوب به او تبریک گفت:

انقلاب اسلامی ایران آغاز رویش یک تمدن بزرگ است. تمدنی که در پرتو اخلاق، معنویت و عدالت می‌تواند، سعادت و رفاه و آرامش و نشاط واقعی را برای انسان سرگشته و دور افتاده از حقیقت و اصل خود به ارمغان آورد. هر بارقه‌ای از این گنجینه فرهنگی بی‌شک چشم‌ها را خیره خواهد کرد و اگر حجاب‌ها و موانع و تعصب‌ها کناری برود هر روز شاهد اقبال و توجه دیگران به آثار فرهنگی و تولیدات سینمایی ایران خواهیم بود. آقای اصغر فرهادی توانست از این حجاب‌ها و موانع بگذرد و قضاوتی بخردانه فیلم او را بر سکوی برگزیده‌ها بنشاند. این موفقیت را به وی و جامعه سینمای ایران و مردم خوب کشورمان تبریک می‌گویم.
- هنرمندان و ورزشکاران و سیاستمدارانی همچون علی نصیریان، علی کریمی، محمدرضا شجریان، گوگوش، سامی یوسف، محمود دولت‌آبادی، مهدی کروبی، میرحسین موسوی، رخشان بنی‌اعتماد، عزت‌الله انتظامی، کیهان کلهر، پرویز پرستویی، کمال تبریزی، مسعود کیمیایی، رضا میرکریمی، احمد منتظری، حسن خمینی، محمود فرشچیان، علی دایی، محسن یگانه، مهدی مهدوی‌کیا، جواد نکونام، سعید معروف، صادق زیبا کلام، احمدرضا درویش، داریوش مهرجویی، رضا کیانیان، رامبد جوان، حسن فتحی، هدیه تهرانی، حمید فرخ‌نژاد، کیومرث پوراحمد و بهروز وثوقی از جمله افرادی بودند که در پیامی جداگانه به اصغر فرهادی برای دریافت جایزه اسکار تبریک گفتند.
- عادل فردوسی پور مجری برنامه ۹۰ در جریان برنامه خود موفقیت اصغر فرهادی با فیلم جدایی نادر از سیمین را در جوایز گلدن گلوب تبریک گفت. همایون شجریان کنسرت خود را بعد از دریافت جایزه اسکار به اصغر فرهادی تقدیم کرد. شهرام ناظری خواننده برجسته موسیقی سنتی ایران نیز کنسرت خود را به وی تقدیم نمود.[۶۴]
- مجید مجیدی کارگردان سینمای ایران نیز با انتشار متنی کسب جایزه گلدن گلوب بهترین فیلم غیرانگلیسی زبان را به اصغر فرهادی تبریک گفت.[۶۵]
- عباس کیارستمی کارگردان مطرح سینمای ایران و جهان نیز کسب جایزه گلدن گلوب بهترین فیلم خارجی زبان توسط اصغر فرهادی، آن را موفقیتی بی‌نظیر برای او خواند.[۶۶]
- صدا و سیما فقط در بخش‌های بسیار کوتاه و عمدتاً در برنامهٔ خبری ۲۰:۳۰ به‌طور بسیار کوتاه از موفقیت این فیلم سخن گفت.

#### مخالفان
- جمال شورجه کارگردان سینما این فیلم را همسو با اهداف کشورهای غربی، آمریکا و اسرائیل دانست.[۶۷]
- فرج‌الله سلحشور، در واکنشی اظهار داشت: «جدایی نادر از سیمین یک فیلم در ضدیت اعتقادات مردم و توهین به فرهنگ و خانواده در ایران است و برای همین نمی‌توان گفت این فیلم برای ایران و ما افتخار آورده است.» وی ادامه داد: «مثلاً اگر کسی دزد خوبی باشد و بانکی را بزند و بعد به او جایزه بهترین دزد را بدهند یا اگر دکتری متخصص تولید قرص‌های روانگردان باشد و جایزه بگیرد، آیا واقعاً باید به آن‌ها افتخار کرد؟ جدایی نادر از سیمین هم چنین نقشی را در گلدن گلوب ایفا کرد و برای ما پیرو رهبری‌ها کسب این جایزه هیچ افتخاری ندارد. جدایی نادر از سیمین به همراه تاییدکنندگان (وزارت ارشاد) آن برای ارسالش به اسکار به کشور و اسلام خیانت کرده‌اند و به نظر من و تمام ولایتمداران جایزه گلدن گلوب جدایی نادر از سیمین هیچ افتخاری برای کشور و ملت ما نیست بلکه یک خیانت بزرگ در حق ملت است.»[۶۸]
- علیرضا سجادپور مدیر کل اداره نظارت و ارزشیابی معاونت سینمایی وزارت فرهنگ و ارشاد اسلامی گفت: «حمایت‌های ما سبب کسب جایزه توسط جدایی نادر از سیمین در گلدن گلوب شد. اگر ما این فیلم را به اسکار معرفی نمی‌کردیم شاید این همه جایزه نمی‌برد.» او در ادامه گفت: «خود مردم به دلیل سیاسی بودن جوایز خارجی، اعتماد چندانی به این جایزه‌ها ندارند و باید دلیل کم بودن بازتاب را از خود مردم سؤال کنید.»[۶۸]
- وب‌سایت رجانیوز در یکی از مطالب خود با عنوان «اصغر فرهادی اول از همه با بی‌بی‌سی مصاحبه کرد» در بخشی از این مطلب موفقیت فیلم اصغر فرهادی را مدیون بنگاه خبرپراکنی بی‌بی‌سی دانست.[۶۹] همچنین این وبسایت در دیگر مطالب خود گفت فرهادی «چهره‌ای سیاه، زشت و غیرواقعی از جامعه ایرانی» نشان داده است.[۷۰]
- وحید کوچک‌زاده عضو شورای تبیین مواضع سازمان بسیج دانشجویی کشور پس از دست دادن اصغر فرهادی با آنجلینا جولی (دیگر نامزد گلدن گلوب بهترین فیلم غیرانگلیسی)٫ فرهادی را از نسل کارگردانان غرب‌زده و غرب‌گرا خواند.[۷۱]
- مسعود فراستی به نقل وب‌سایت رجانیوز در برنامه هفت با اشاره به سرازیر شدن جوایز بین‌المللی به سمت این فیلم و احتمال زیاد اختصاص اسکار به آن، این اتفاق را نه بخاطر برجستگی هنری جدایی نادر از سیمین بلکه به خاطر رویکرد سیاسی این جشنواره‌ها دانست.[۷۲]

## رتبه‌ها و جایزه‌ها
از نظر کاربران وبگاه IMDb این فیلم یکی از ۲۵۰ فیلم برتر تاریخ سینمای جهان و دومین فیلم برتر سال ۲۰۱۱ جهان می‌باشد.
| ۱۳۸۹ | جشنواره فیلم فجر                            | بهترین کارگردانی              | اصغر فرهادی            | برنده        |
| ۱۳۸۹ | جشنواره فیلم فجر                            | بهترین فیلم‌نامه               | اصغر فرهادی            | برنده        |
| ۱۳۸۹ | جشنواره فیلم فجر                            | بهترین صدابرداری              | محمود سماک باشی        | برنده        |
| ۱۳۸۹ | جشنواره فیلم فجر                            | بهترین فیلم‌برداری             | محمود کلاری            | برنده        |
| ۱۳۸۹ | جشنواره فیلم فجر                            | بهترین فیلم از نگاه تماشاگران | اصغر فرهادی            | برنده        |
| ۱۳۸۹ | جشنواره فیلم فجر                            | بهترین بازیگر نقش مکمل مرد    | شهاب حسینی             | دیپلم افتخار |
| ۱۳۸۹ | جشنواره فیلم فجر                            | بهترین بازیگر نقش مکمل زن     | ساره بیات              | دیپلم افتخار |
| ۱۳۸۹ | جشنواره فیلم فجر                            | بهترین فیلم                   | اصغر فرهادی            | نامزد        |
| ۱۳۸۹ | جشنواره فیلم فجر                            | بهترین بازیگر نقش اول زن      | لیلا حاتمی             | نامزد        |
| ۱۳۸۹ | جشنواره فیلم فجر                            | بهترین بازیگر نقش مکمل زن     | سارینا فرهادی          | نامزد        |
| ۱۳۸۹ | جشنواره فیلم فجر                            | بهترین چهره‌پردازی             | مهرداد میرکانی         | نامزد        |
| ۱۳۸۹ | جشنواره فیلم فجر                            | بهترین صداگذاری               | محمدرضا دلپاک          | نامزد        |
| ۱۳۸۹ | جشنواره فیلم فجر                            | بهترین تدوین                  | هایده صفی‌یاری          | نامزد        |
| ۱۳۹۰ | جشن بزرگ سینمای ایران                       | بهترین فیلم                   | اصغر فرهادی            | برنده        |
| ۱۳۹۰ | جشن بزرگ سینمای ایران                       | بهترین کارگردانی              | اصغر فرهادی            | برنده        |
| ۱۳۹۰ | جشن بزرگ سینمای ایران                       | بهترین فیلم‌نامه               | اصغر فرهادی            | برنده        |
| ۱۳۹۰ | جشن بزرگ سینمای ایران                       | بهترین بازیگر نقش مکمل مرد    | شهاب حسینی             | برنده        |
| ۱۳۹۰ | جشن بزرگ سینمای ایران                       | بهترین پوستر فیلم             | علیرضا نصرتی           | دیپلم افتخار |
| ۲۰۱۱ | جشنواره بین‌المللی فیلم برلین                | خرس طلای بهترین فیلم          | اصغر فرهادی            | برنده        |
| ۲۰۱۱ | جشنواره بین‌المللی فیلم برلین                | خرس نقره بهترین بازیگر مرد    | گروه بازیگران مرد فیلم | برنده        |
| ۲۰۱۱ | جشنواره بین‌المللی فیلم برلین                | خرس نقره بهترین بازیگر زن     | گروه بازیگران زن فیلم  | برنده        |
| ۲۰۱۱ | جشنواره بین‌المللی فیلم دوربان               | بهترین فیلم                   | اصغر فرهادی            | برنده        |
| ۲۰۱۱ | جشنواره بین‌المللی فیلم دوربان               | بهترین فیلم‌نامه               | اصغر فرهادی            | برنده        |
| ۲۰۱۱ | جشنواره فیلم پولا                           | بهترین فیلم                   | اصغر فرهادی            | برنده        |
| ۲۰۱۱ | جشنواره فیلم سیدنی                          | بهترین فیلم                   | اصغر فرهادی            | برنده        |
| ۲۰۱۱ | جشنواره بین‌المللی فیلم زردآلوی طلایی ایروان | زردآلوی طلایی بهترین فیلم     | اصغر فرهادی            | برنده        |
| ۲۰۱۱ | جشنواره فیلم آمستردام                       | بهترین فیلم از نگاه مردم      | اصغر فرهادی            | برنده        |
| ۲۰۱۱ | جشنواره فیلم سن پترزبورگ                    | بهترین فیلم                   | اصغر فرهادی            | نامزد        |
| ۲۰۱۱ | جشنواره بین‌المللی فیلم ملبورن               | بهترین فیلم از نگاه مردم      | اصغر فرهادی            | نامزد        |
| ۲۰۱۱ | جشنواره فیلم سن‌سباستین                      | بهترین فیلم بخش از نگاه دیگر  | اصغر فرهادی            | نامزد        |
| ۲۰۱۱ | جشنواره بین‌المللی فیلم فوکوئوکا             | بهترین فیلم                   | اصغر فرهادی            | برنده        |
| ۲۰۱۱ | جشنواره بین‌المللی فیلم فوکوئوکا             | بهترین فیلم از نگاه مردم      | اصغر فرهادی            | برنده        |
| ۲۰۱۱ | جشنواره بین‌المللی فیلم ریگا                 | جایزه فیپرشی                  | اصغر فرهادی            | نامزد        |
| ۲۰۱۱ | جشنواره فیلم ونکوور                         | بهترین فیلم از نگاه مردم      | اصغر فرهادی            | برنده        |
| ۲۰۱۱ | جشنواره فیلم سیدنی                          | بهترین فیلم                   | اصغر فرهادی            | برنده        |
| ۲۰۱۱ | جایزه فیلم ایندیپندنت اسپیریت بریتانیا      | بهترین فیلم غیر انگلیسی زبان  | اصغر فرهادی            | برنده        |
| ۲۰۱۱ | جوایز سینمایی فیلم چهار بی‌بی‌سی              | بهترین فیلم                   | اصغر فرهادی            | برنده        |
| ۲۰۱۱ | جشنواره فیلم آسیا پاسیفیک                   | بهترین فیلم                   | اصغر فرهادی            | برنده        |
| ۲۰۱۱ | جشنواره فیلم آسیا پاسیفیک                   | بهترین دستاورد کارگردانی      | اصغر فرهادی            | نامزد        |
| ۲۰۱۱ | جشنواره فیلم آسیا پاسیفیک                   | بهترین فیلم‌نامه               | اصغر فرهادی            | نامزد        |
| ۲۰۱۱ | جشنواره فیلم آسیا پاسیفیک                   | بهترین بازیگر مرد             | پیمان معادی            | نامزد        |
| ۲۰۱۱ | حلقه منتقدان فیلم نیویورک                   | بهترین فیلم غیر انگلیسی زبان  | اصغر فرهادی            | برنده        |
| ۲۰۱۱ | هیئت ملی بازبینی فیلم                       | بهترین فیلم غیر انگلیسی زبان  | اصغر فرهادی            | برنده        |
| ۲۰۱۱ | جشنواره بین‌المللی فیلم هند                  | بهترین کارگردان               | اصغر فرهادی            | برنده        |
| ۲۰۱۱ | جایزه ستلایت                                | بهترین فیلم غیر انگلیسی زبان  | اصغر فرهادی            | نامزد        |
| ۲۰۱۱ | جشنواره بین‌المللی فیلم تورنتو               | بهترین فیلم از نگاه تماشاگران | اصغر فرهادی            | دوم          |
| ۲۰۱۱ | جشنواره بین‌المللی فیلم تورنتو               | بهترین فیلم خارجی زبان        | اصغر فرهادی            | دوم          |
| ۲۰۱۱ | جشنواره بین‌المللی فیلم ابوظبی               | بهترین کارگردانی              | اصغر فرهادی            | برنده        |
| ۲۰۱۱ | انجمن منتقدان فیلم بوستون                   | بهترین فیلم غیر انگلیسی زبان  | اصغر فرهادی            | برنده        |
| ۲۰۱۱ | انجمن منتقدان فیلم دالاس‌فورت وورث           | بهترین فیلم غیر انگلیسی زبان  | اصغر فرهادی            | برنده        |
| ۲۰۱۱ | انجمن منتقدان فیلم شیکاگو                   | بهترین فیلم غیر انگلیسی زبان  | اصغر فرهادی            | برنده        |
| ۲۰۱۱ | اتحادیه منتقدان فیلم بلژیک                  | جایزه بشردوستانه              | اصغر فرهادی            | برنده        |
| ۲۰۱۲ | جشنواره بین‌المللی فیلم ونکوور               | بهترین فیلم غیر انگلیسی زبان  | اصغر فرهادی            | برنده        |
| ۲۰۱۲ | گلدن گلوب                                   | بهترین فیلم خارجی‌زبان         | اصغر فرهادی            | برنده        |
| ۲۰۱۲ | جشنواره بین‌المللی فیلم دوبلین               | بهترین فیلم غیر انگلیسی زبان  | اصغر فرهادی            | برنده        |
| ۲۰۱۲ | انجمن ملی منتقدان فیلم                      | بهترین فیلم                   | اصغر فرهادی            | سوم          |
| ۲۰۱۲ | انجمن ملی منتقدان فیلم                      | بهترین فیلم‌نامه               | اصغر فرهادی            | برنده        |
| ۲۰۱۲ | انجمن ملی منتقدان فیلم                      | بهترین فیلم غیر انگلیسی زبان  | اصغر فرهادی            | برنده        |
| ۲۰۱۲ | جشنواره فیلم آسیا پاسیفیک                   | بهترین فیلم‌نامه               | اصغر فرهادی            | برنده        |
| ۲۰۱۲ | انجمن منتقدان فیلم تگزاس                    | بهترین فیلم غیر انگلیسی زبان  | اصغر فرهادی            | برنده        |
| ۲۰۱۲ | دایره منتقدان فیلم کانزاس سیتی              | بهترین فیلم خارجی             | اصغر فرهادی            | برنده        |
| ۲۰۱۲ | جوایز بودیل                                 | بهترین فیلم غیرآمریکایی       | اصغر فرهادی            | برنده        |
| ۲۰۱۲ | اتحادیه زنان روزنامه‌نگار                    | بهترین فیلم غیر انگلیسی زبان  | اصغر فرهادی            | برنده        |
| ۲۰۱۲ | جامعه منتقدان فیلم آنلاین                   | بهترین فیلم غیر انگلیسی زبان  | اصغر فرهادی            | برنده        |
| ۲۰۱۲ | جامعه منتقدان فیلم آنلاین                   | بهترین فیلم‌نامه غیراقتباسی    | اصغر فرهادی            | نامزد        |
| ۲۰۱۲ | انجمن نویسندگان سینمای ترکیه                | بهترین فیلم خارجی             | اصغر فرهادی            | برنده        |
| ۲۰۱۲ | اسکار                                       | بهترین فیلم خارجی‌زبان         | اصغر فرهادی            | برنده        |
| ۲۰۱۲ | اسکار                                       | بهترین فیلم‌نامه غیراقتباسی    | اصغر فرهادی            | نامزد        |
| ۲۰۱۲ | جایزه سزار                                  | بهترین فیلم خارجی‌زبان         | اصغر فرهادی            | برنده        |
| ۲۰۱۲ | بفتا                                        | بهترین فیلم خارجی‌زبان         | اصغر فرهادی            | نامزد        |
| ۲۰۱۲ | جشنواره فیلم جیپور                          | بهترین کارگردانی              | اصغر فرهادی            | برنده        |
| ۲۰۱۲ | جشنواره فیلم جیپور                          | بهترین بازیگر زن              | ساره بیات              | برنده        |
| ۲۰۱۲ | جایزه ایندیپندنت اسپیریت                    | بهترین فیلم بین‌الملل          | اصغر فرهادی            | برنده        |
| ۲۰۱۲ | جایزه اسکرین آسیا                           | بهترین فیلم                   | اصغر فرهادی            | برنده        |
| ۲۰۱۲ | جایزه اسکرین آسیا                           | بهترین کارگردانی              | اصغر فرهادی            | برنده        |
| ۲۰۱۲ | جایزه اسکرین آسیا                           | بهترین فیلم‌نامه               | اصغر فرهادی            | برنده        |
| ۲۰۱۲ | جایزه اسکرین آسیا                           | بهترین تدوین                  | هایده صفی‌یاری          | برنده        |
| ۲۰۱۲ | جایزه اسکرین آسیا                           | بهترین بازیگر زن              | لیلا حاتمی             | نامزد        |
| ۲۰۱۲ | جایزه دیوید دی دوناتلو                      | بهترین فیلم خارجی‌زبان         | اصغر فرهادی            | برنده        |
| ۲۰۱۲ | انجمن منتقدان جنوب شرق                      | بهترین فیلم غیر آمریکایی      | اصغر فرهادی            | برنده        |
| ۲۰۱۲ | جشنواره بین‌المللی فیلم پالم اسپرینگز        | بهترین فیلم خارجی‌زبان         | اصغر فرهادی            | برنده        |
| ۲۰۱۲ | جوایز گلدبگ                                 | بهترین فیلم خارجی             | اصغر فرهادی            | برنده        |